# Griechische Fußballnationalmannschaft
Die griechische Nationalmannschaft (griechisch Εθνική Ελλάδας Ethniki Elladas) vertritt den griechischen Fußballverband bei internationalen Turnieren. Zuletzt konnte sich die Nationalmannschaft sowohl für die Europameisterschaft 2008 und 2012 als auch die 2010 und 2014 stattgefundenen Weltmeisterschaften qualifizieren. 2008 schied sie in der Vorrunde aus und 2012 konnte sie sich im letzten Gruppenspiel gegen den Favoriten Russland in einem Endspiel mit 1-0 durchsetzen. Ihr größter Erfolg ist der Titel bei der EM 2004 unter dem deutschen Trainer Otto Rehhagel, der die Mannschaft von 2001 bis 2010 trainierte, und mit 106 Spielen griechischer Rekordtrainer ist. 2014 erreichte man das Achtelfinale der Weltmeisterschaft. In der Zeit von 2004 bis 2014 rangierte Griechenland immer wieder unter den Top 10 der FIFA-Weltrangliste.

## Geschichte
Der griechische Fußballdachverband heißt Elliniki Podosfairiki Omospondia und wurde 1926 gegründet. Obwohl der Fußball in Griechenland auf eine längere Tradition zurückblicken kann, waren internationale Erfolge recht spärlich.
Das erste von der FIFA anerkannte Länderspiel fand noch vor Gründung des Verbandes bei den Olympischen Spielen in Antwerpen statt und wurde am 28. August 1920 gegen Schweden mit 0:9 verloren. Schon bei den Zwischenspielen 1906 in Athen nahm ein Athener Team teil, das den 4. Platz belegte und ein Team aus Thessaloniki, das damals noch zum Osmanischen Reich gehörte und erst 1913 zu Griechenland kam. Die Spiele sind aber in der FIFA-Statistik nicht enthalten. Das erste und von der FIFA ebenfalls anerkannte Spiel nach Verbandsgründung fand am 30. Juni 1929 in Sofia gegen Bulgarien statt und endete 1:1. Zuvor hatte es bereits ein Länderspiel am 7. April 1929 gegen Italien im Apostolos-Nikolaidis-Stadion in Athen gegeben. Vor 15.000 Zuschauern verlor die Mannschaft von Apostolos Nikolaidis mit 1:4 gegen die italienische B-Mannschaft, einziger griechischer Torschütze in diesem Spiel war der Stürmer Alvertos Namias. Der erste Sieg wurde im Länderspiel am 26. Januar 1930 gegen Jugoslawien (2:1) eingefahren.
In der Folgezeit blieb die griechische Nationalmannschaft ohne größere nennenswerte Erfolge und es dauerte bis 1980, ehe sich die Mannschaft für ein großes Turnier qualifizieren konnte. In diesem Jahr gelang der Mannschaft die Qualifikation für die Fußball-Europameisterschaft 1980 in Italien, in der Qualifikationsgruppe 6 setzten sich die Griechen gegen Ungarn und die Sowjetunion durch. Die Gruppenauslosung ergab, dass Griechenland gegen den Titelverteidiger ČSSR, Vize-Europameister Deutschland und Vize-Weltmeister Niederlande antreten musste.
Im ersten Spiel der EM 1980 unterlag man den Niederlanden mit 0:1, wobei der Treffer durch Kees Kist erst durch einen Elfmeter fiel. Drei Tage später folgte eine weitere Niederlage, als die Griechen mit 1:3 gegen die CSSR verloren. Nikos Anastopoulos hatte das zwischenzeitliche 1:1 erzielt. Im letzten Gruppenspiel gelang immerhin ein 0:0 gegen den späteren Europameister, der aber schon für das Finale qualifiziert war und daher einige Stammspieler nicht einsetzte.
14 Jahre später qualifizierte sich Griechenland erstmals für eine WM-Endrunde, die Fußball-Weltmeisterschaft 1994 in den USA, allerdings verloren die Hellenen alle Spiele und belegten mit 0 Punkten und 0:10 Toren den letzten Platz ihrer Vorrundengruppe.
Nach der unerwarteten Qualifikation für die EM 2004, in der man in der Qualifikationsgruppe unter anderem vor Spanien und der Ukraine blieb, sorgte die griechische Mannschaft für eine der größten Überraschungen in der Fußballhistorie: Sie gewann, indem sie taktisch clever spielte, mit ihrem seit 2001 für Griechenland aktiven Trainer Otto Rehhagel den Titel durch einen 1:0-Finalsieg über Gastgeber Portugal. Auf dem Weg ins Finale setzte man sich dabei gegen favorisierte Mannschaften wie Spanien, den amtierenden Europameister Frankreich und Tschechien durch. In englischen Wettbüros war Griechenland vor dem Beginn des Turniers als 100:1-Außenseiter gehandelt worden.
Als Europameister nahm Griechenland am FIFA-Confederationscup im Jahr 2005 in Deutschland teil.
Der griechische Fußballverband (HFF) wurde am 3. Juli 2006 durch das FIFA-Dringlichkeitskomitee suspendiert, da die Situation des HFF nicht den Grundsätzen der FIFA-Statuten bezüglich Autonomie von Mitgliedsverbänden und unabhängiger Entscheidungsprozesse der Fußballinstanzen in jedem Land entsprach. Nachdem das griechische Parlament daraufhin eine Änderung des nationalen Sportgesetzes verabschiedete, wurde die Sperre am 12. Juli 2006 aufgehoben.
Nach der verpassten Qualifikation zur WM 2006 traten die Griechen bei der Europameisterschaft 2008 als Titelverteidiger an, schieden aber nach drei Niederlagen, unter anderem gegen den späteren Europameister Spanien, bereits in der Vorrunde aus.

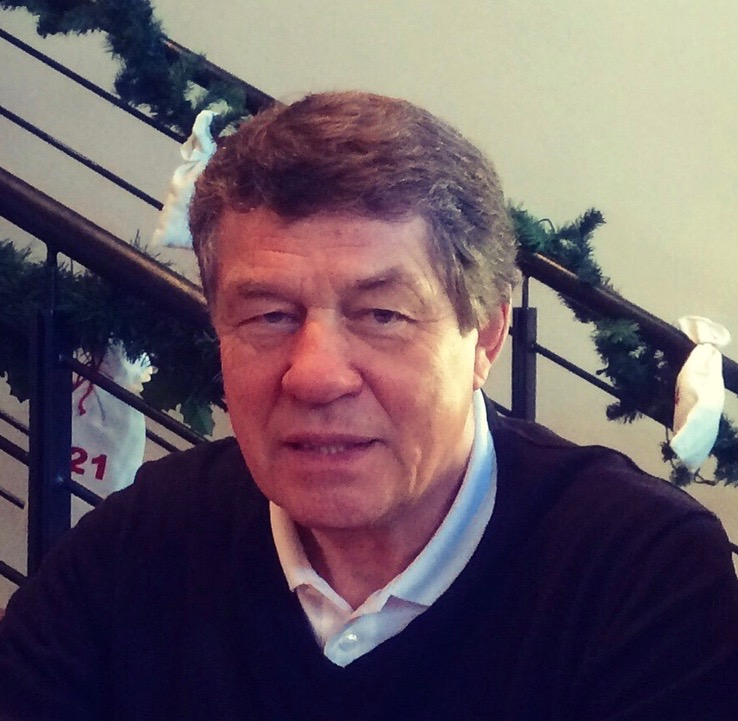
Otto Rehhagel im Jahr 2014 – 10 Jahre nach dem Gewinn der Europameisterschaft

Im November 2009 gelang es Griechenland, sich zum zweiten Mal für eine Weltmeisterschaft zu qualifizieren. Nach einem 0:0 im Play-off-Hinspiel konnte die Mannschaft in Donezk einen 0:1-Auswärtssieg gegen die Ukraine erringen. Am 17. Juni 2010 erzielte Dimitrios Salpingidis im zweiten Gruppenspiel der Griechen bei der Fußball-Weltmeisterschaft 2010 gegen Nigeria in der 44. Minute das erste griechische WM-Tor aller Zeiten. Das Tor führte ebenso zum ersten Sieg in einem WM-Spiel. Des Weiteren waren Argentinien und Südkorea Gegner in der Gruppe B bei der WM.
Rehhagel trat nach der WM 2010 von seinem Trainerposten zurück, Nachfolger wurde der Portugiese Fernando Santos.
In der Gruppe F zur EM-Qualifikation 2012 traf die Mannschaft auf Kroatien, Israel, Georgien, Lettland und Malta und konnte sich am letzten Spieltag als Gruppenerster qualifizieren. Dies war die dritte aufeinanderfolgende erfolgreiche Qualifikation für die Endrunde einer Europameisterschaft. Nach einem 1:1-Unentschieden gegen den Gastgeber Polen, einer 1:2-Niederlage gegen Tschechien und dank eines 1:0-Sieges gegen Russlands konnte sich Griechenland für das Viertelfinale des Turniers qualifizieren, wo man nach einem 2:4 gegen Deutschland ausschied.
Auch für die Endrunde der WM 2014 in Brasilien qualifizierte sich die griechische Nationalmannschaft, nachdem man sich in den Play-offs dank eines 3:1-Sieges und einem 1:1-Unentschieden gegenüber Rumänien durchsetzte. Dies war die zweite aufeinanderfolgende geglückte Qualifikation für eine WM-Endrunde für Griechenland und die dritte insgesamt. In Brasilien erreichte man nach einem Unentschieden gegen Japan, einer Niederlage gegen Kolumbien und einem Sieg gegen die Elfenbeinküste das Achtelfinale, wo man erst im Elfmeterschießen ausschied.

## Teilnahme an Endrunden der Fußball-Europameisterschaft

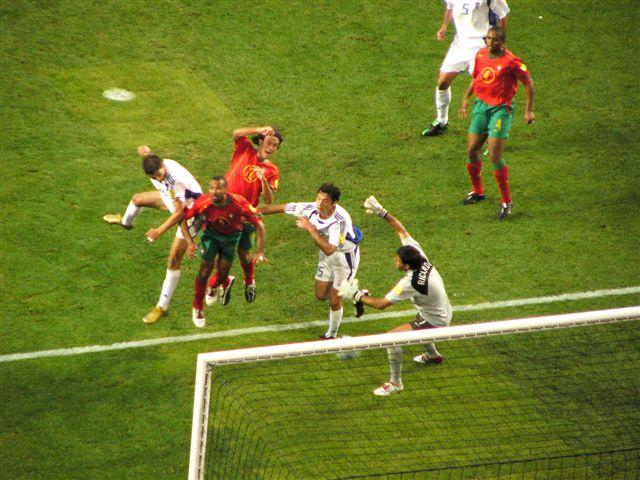
Angelos Charisteas (links außen) köpfte im EM-Finale 2004 den Siegtreffer gegen Portugal (Endstand 0:1). Der Stürmer ist nach Nikolaos Anastopoulos der erfolgreichste griechische Torschütze.

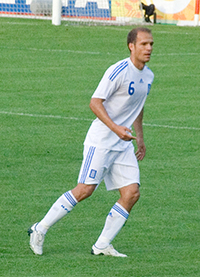
Angelos Basinas, griechischer Mannschaftskapitän bei der EM 2004 und Spieler mit den fünftmeisten Länderspieleinsätzen.

Griechenland nahm viermal an der Endrunde zur Europameisterschaft teil, davon einmal bei acht Teilnehmern und dreimal mit 16 Teilnehmern.
| Jahr | Gastgeberland           | Teilnahme bis …    | Letzte(r) Gegner                           | Ergebnis      | Bemerkungen und Besonderheiten |
| ---- | ----------------------- | ------------------ | ------------------------------------------ | ------------- | --- |
| 1960 | Frankreich              | nicht qualifiziert |                                            |               | Im Achtelfinale am späteren Vierten Frankreich gescheitert. |
| 1964 | Spanien                 | nicht teilgenommen |                                            |               | |
| 1968 | Italien                 | nicht qualifiziert |                                            |               | In der Qualifikation am späteren Vierten UdSSR gescheitert. |
| 1972 | Belgien                 | nicht qualifiziert |                                            |               | In der Qualifikation an England gescheitert, das sich auch nicht für die Endrunde qualifizieren konnte. |
| 1976 | Jugoslawien             | nicht qualifiziert |                                            |               | In der Qualifikation am Titelverteidiger und späteren Vizeeuropameister Deutschland gescheitert. |
| 1980 | Italien                 | Vorrunde           | Deutschland, Niederlande, Tschechoslowakei | -             | Nach Niederlagen gegen die Niederlande und den Titelverteidiger sowie einem Remis gegen den späteren Europameister Deutschland als Gruppenletzter ausgeschieden |
| 1984 | Frankreich              | nicht qualifiziert |                                            |               | In der Qualifikation an Dänemark gescheitert. |
| 1988 | BR Deutschland          | nicht qualifiziert |                                            |               | In der Qualifikation am späteren Europameister Niederlande gescheitert. |
| 1992 | Schweden                | nicht qualifiziert |                                            |               | In der Qualifikation am Titelverteidiger Niederlande gescheitert. |
| 1996 | England                 | nicht qualifiziert |                                            |               | In der Qualifikation an Russland und Schottland gescheitert. |
| 2000 | Niederlande und Belgien | nicht qualifiziert |                                            |               | In der Qualifikation an Norwegen und Slowenien gescheitert. |
| 2004 | Portugal                | Finale             | Portugal                                   | Europameister | Erster Titel für Griechenland |
| 2008 | Österreich und Schweiz  | Vorrunde           | Russland, Schweden, Spanien                | –             | Nach drei Niederlagen als Gruppenletzter ausgeschieden |
| 2012 | Polen und Ukraine       | Viertelfinale      | Deutschland                                | 2:4           | In der Vorrunde trafen die Griechen im Eröffnungsspiel auf Co-Gastgeber Polen, dann auf Tschechien und Russland und konnten sich für das Viertelfinale qualifizieren |
| 2016 | Frankreich              | nicht qualifiziert |                                            |               | In der Qualifikation an Ungarn, Rumänien und Nordirland gescheitert. |
| 2021 | Europa                  | nicht qualifiziert |                                            |               | In der Qualifikation an Italien und Finnland gescheitert. |
| 2024 | Deutschland             | nicht qualifiziert |                                            |               | In der einzigen Qualifikationsgruppe mit drei Ex-Europameistern wurde hinter Frankreich und der Niederlande der dritte Platz belegt und damit die direkte Qualifikation verpasst. In den Play-offs verloren die Griechen das Finale im Elfmeterschießen gegen Georgien, nachdem zuvor im Halbfinale Kasachstan besiegt worden war. |

## Teilnahme an Endrunden der Fußball-Weltmeisterschaft
| Jahr | Gastgeberland  | Teilnahme bis …    | Letzte(r) Gegner                | Ergebnis | Trainer             | Bemerkungen und Besonderheiten |
| ---- | -------------- | ------------------ | ------------------------------- | -------- | ------------------- | --- |
| 1930 | Uruguay        | nicht teilgenommen |                                 |          |                     | |
| 1934 | Italien        | nicht qualifiziert |                                 |          |                     | In der Qualifikation an Italien gescheitert (Heimrecht verkauft) |
| 1938 | Frankreich     | nicht qualifiziert |                                 |          |                     | In der Qualifikation an Ungarn gescheitert |
| 1950 | Brasilien      | nicht teilgenommen |                                 |          |                     | |
| 1954 | Schweiz        | nicht qualifiziert |                                 |          |                     | In der Qualifikation an Jugoslawien gescheitert |
| 1958 | Schweden       | nicht qualifiziert |                                 |          |                     | In der Qualifikation an Jugoslawien gescheitert |
| 1962 | Chile          | nicht qualifiziert |                                 |          |                     | In der Qualifikation an Deutschland gescheitert |
| 1966 | England        | nicht qualifiziert |                                 |          |                     | In der Qualifikation an der UdSSR gescheitert |
| 1970 | Mexiko         | nicht qualifiziert |                                 |          |                     | In der Qualifikation an Rumänien gescheitert |
| 1974 | Deutschland    | nicht qualifiziert |                                 |          |                     | In der Qualifikation an Jugoslawien gescheitert |
| 1978 | Argentinien    | nicht qualifiziert |                                 |          |                     | In der Qualifikation an Ungarn gescheitert |
| 1982 | Spanien        | nicht qualifiziert |                                 |          |                     | In der Qualifikation an Jugoslawien und Italien gescheitert |
| 1986 | Mexiko         | nicht qualifiziert |                                 |          |                     | In der Qualifikation an Polen und Belgien gescheitert |
| 1990 | Italien        | nicht qualifiziert |                                 |          |                     | In der Qualifikation an Rumänien gescheitert |
| 1994 | USA            | Vorrunde           | Argentinien, Bulgarien, Nigeria | 24.      | Alketas Panagoulias | mit 0:10 Toren als Gruppenletzter ausgeschieden |
| 1998 | Frankreich     | nicht qualifiziert |                                 |          |                     | In der Qualifikation an Dänemark und Kroatien gescheitert |
| 2002 | Südkorea/Japan | nicht qualifiziert |                                 |          |                     | In der Qualifikation an England und Deutschland gescheitert |
| 2006 | Deutschland    | nicht qualifiziert |                                 |          |                     | In der Qualifikation an der Ukraine und der Türkei gescheitert, die Türkei scheiterte dann in den Play-offs. |
| 2010 | Südafrika      | Vorrunde           | Südkorea, Argentinien, Nigeria  | 25.      | Otto Rehhagel       | Otto Rehhagel ältester Trainer bei einer WM |
| 2014 | Brasilien      | Achtelfinale       | Costa Rica                      | 13.      | Fernando Santos     | Griechenland konnte sich in den Play-offs gegen Rumänien durchsetzen. In der Gruppenphase traf Griechenland erstmals auf die Elfenbeinküste sowie auf Japan und Kolumbien. Mit 4 Punkten erreichte Griechenland dabei erstmals die Runde der besten 16. Dort traf die Mannschaft nun auf Costa Rica und verlor 6:4 inklusive Elfmeterschießen. |
| 2018 | Russland       | nicht qualifiziert |                                 |          |                     | In der Qualifikation an Belgien in der Gruppenphase und anschließend in der Hoffnungsrunde an Kroatien gescheitert. |
| 2022 | Katar          | nicht qualifiziert |                                 |          |                     | In der Qualifikation an Schweden und Spanien gescheitert. |

## Teilnahme an den Olympischen Sommerspielen für A-Nationalmannschaften
| 1908 in London    | nicht teilgenommen, der Verband wurde erst 1926 gegründet |
| 1912 in Stockholm | nicht teilgenommen, der Verband wurde erst 1926 gegründet |
| 1920 in Antwerpen | Vorrunde                                                  |
| 1924 in Paris     | nicht teilgenommen                                        |
| 1928 in Amsterdam | nicht teilgenommen                                        |
| 1936 in Berlin    | nicht teilgenommen                                        |
| 1948 in London    | nicht teilgenommen                                        |

## Teilnahme am Konföderationen-Pokal
Griechenland nahm bisher einmal, 2005 als Europameister am seit 1997 ausgetragenen FIFA-Konföderationen-Pokal teil, scheiterte dabei aber in der Vorrunde an Mittel- und Nordamerikameister Mexiko, gegen das beim 0:0 der einzige Punkt erzielt wurde, sowie Weltmeister Brasilien und Asienmeister Japan.

## UEFA Nations League
- 2018/19: Liga C, 3. Platz mit 3 Siegen und 3 Niederlagen
- 2020/21: Liga C, 2. Platz mit 3 Siegen und 3 Remis
- 2022/23: Liga C, 1. Platz mit 5 Siegen und 1 Niederlage
- 2024/25: Liga B, 2. Platz mit 5 Siegen und 1 Niederlage, Relegation um Aufstieg in Liga A gegen Schottland gewonnen

## Titel
Fußball-Europameisterschaft
|  | 2004 |

## Spieler

### Aktueller Kader
Stand: 6. August 2025
| Christos Mandas          | Lazio Rom           | 17. September 2001 | 2  | 0  |
| Konstantinos Tzolakis    | Olympiakos Piräus   | 8. November 2002   | 4  | 0  |
| Odisseas Vlachodimos     | Newcastle United    | 26. April 1994     | 48 | 0  |
| Abwehr                   |                     |                    |    |    |
| Pantelis Chatzidiakos    | FC Kopenhagen       | 18. Januar 1997    | 36 | 0  |
| Dimitrios Giannoulis     | FC Augsburg         | 17. Oktober 1995   | 33 | 0  |
| Konstantinos Mavropanos  | West Ham United     | 11. Dezember 1997  | 36 | 2  |
| Konstantinos Koulierakis | VfL Wolfsburg       | 28. November 2003  | 14 | 0  |
| Panagiotis Retsos        | Olympiakos Piräus   | 9. August 1998     | 17 | 0  |
| Lazaros Rota             | AEK Athen           | 23. August 1997    | 23 | 0  |
| Kostas Tsimikas          | FC Liverpool        | 12. Mai 1996       | 41 | 0  |
| Georgios Vagiannidis     | Sporting Lissabon   | 12. September 2001 | 5  | 0  |
| Mittelfeld               |                     |                    |    |    |
| Sotirios Alexandropoulos | Fortuna Düsseldorf  | 26. November 2001  | 10 | 0  |
| Anastasios Bakasetas     | Panathinaikos Athen | 28. Juni 1993      | 75 | 17 |
| Konstantinos Karetsas    | KRC Genk            | 19. November 2007  | 3  | 1  |
| Ioannis Konstantelias    | PAOK Thessaloniki   | 5. März 2003       | 13 | 4  |
| Dimitrios Kourbelis      | Khaleej Club        | 2. November 1993   | 45 | 2  |
| Petros Mantalos          | AEK Athen           | 31. August 1991    | 68 | 7  |
| Dimitris Pelkas          | PAOK Thessaloniki   | 26. Oktober 1993   | 46 | 5  |
| Manolis Siopis           | Panathinaikos Athen | 14. Mai 1994       | 39 | 1  |
| Christos Zafeiris        | Slavia Prag         | 23. Februar 2003   | 9  | 0  |
| Angriff                  |                     |                    |    |    |
| Anastasios Douvikas      | Celta Vigo          | 2. August 1999     | 19 | 2  |
| Taxiarchis Foundas       | OFI Kreta           | 4. September 1995  | 19 | 1  |
| Fotis Ioannidis          | Panathinaikos Athen | 10. Januar 2000    | 17 | 6  |
| Georgios Masouras        | Olympiakos Piräus   | 1. Januar 1994     | 51 | 10 |
| Vangelis Pavlidis        | Benfica Lissabon    | 21. November 1998  | 48 | 9  |
| Christos Tzolis          | FC Brügge           | 30. Januar 2002    | 24 | 6  |

### Erweiterter Kader
| Vasilios Barkas           | FC Utrecht          | 18. März 1994      | 13 | 0 |
| Abwehr                    |                     |                    |    |   |
| Giorgos Kyriakopoulos     | Panathinaikos Athen | 5. Februar 1996    | 8  | 0 |
| Ioannis Kotsiras          | Panathinaikos Athen | 16. Dezember 1992  | 3  | 0 |
| Manolis Saliakas          | FC St. Pauli        | 12. September 1996 | 4  | 0 |
| Mittelfeld                |                     |                    |    |   |
| Andreas Bouchalakis       | Hertha BSC          | 5. April 1993      | 47 | 1 |
| Konstantinos Galanopoulos | AEK Athen           | 28. Dezember 1997  | 9  | 1 |
| Angriff                   |                     |                    |    |   |
| Anastasios Chatzigiovanis | Eyüpspor            | 31. Mai 1997       | 15 | 0 |
| Georgios Giakoumakis      | Cruz Azul           | 9. Dezember 1994   | 22 | 4 |

## Trainerchronik
01.  Ioannis Kalafatis, 1920

02.  Apostolos Nikolaidis, 1929

03.  Jan Kopřiva, 1929–1930

04.  Josef Švejik, 1930

05.  Jan Kopřiva, 1930

06.  Lefteris Panourgias, 1932

07.  Kostas Negrepontis, 1933–1934

08.  Apostolos Nikolaidis, 1934–1935

09.  Kostas Konstantaras, 1935

10.  József Künsztler, 1936

11.  Kostas Konstantaras, 1936

12.  Kostas Negrepontis, 1938

13.  Alan Bucket, 1938

14.  Kostas Negrepontis, 1948–1950

15.  Antonis Migiakis, 1951

16.  Ioannis Chelmis, 1951

17.  Nikos Katrantzos, 1951

18.  K. Negrepontis und A. Migiagis, 1952

19.  Antonis Migiakis, 1952–1953

20.  Kostas Negrepontis, 1953

21.  Ioannis Chelmis, 1954

22.  Antonis Migiakis, 1954–1955

23.  Ioannis Chelmis, 1955

24.  Kostas Andritsos, 1956

25.  Rino Martini, 1957–1958

26.  Antonis Migiakis, 1958

27.  Paul Baron, 1959–1960

28.  Tryfonas Tzanetis, 1960–1961

29.  Antonis Migiakis, 1961

30.  Tryfonas Tzanetis, 1962–1964

31.  Lakis Petropoulos und Ioannis Magiras, 1964–1965

32.  Panos Markovic, 1966–1967

33.  Lakis Petropoulos, 1967

34.  Kostas Karapatis, 1968

35.  Dan Georgiadis, 1968–1969

36.  Lakis Petropoulos, 1969–1971

37.  Billy Bingham, 1971–1973

38.  Alketas Panagoulias, 1973–1976

39.  Lakis Petropoulos, 1976–1977

40.  Alketas Panagoulias, 1977–1981

41.  Christos Archontidis, 1982–1984

42.  Miltos Papapostolou, 1984–1988

43.  Alekos Sofianidis, 1988–1989

44.  Antonis Georgiadis, 1989–1991

45.  Stefanos Petritsis, 1992

46.  Antonis Georgiadis, 1992

47.  Alketas Panagoulias, 1992–1994

48.  Kostas Polychroniou, 1994–1998

49.  Anghel Iordănescu, 1998–1999

50.  Vassilis Daniil, 1999–2001

51.  Nikos Christidis, 2001

52.  Otto Rehhagel, 2001–2010

53.  Fernando Santos, 2010–2014

54.  Claudio Ranieri, 2014

55.  Sergio Markarián, 2015

56.  Michael Skibbe, 2015–2018

57.  Angelos Anastasiadis, 2018–2019

58.  John van ’t Schip, 2019–2021

59.  Gustavo Poyet, 2021–2024

60.  Nikos Papadopoulos, 2024

61.  Ivan Jovanović, 2024–

## Bisherige Länderspiele

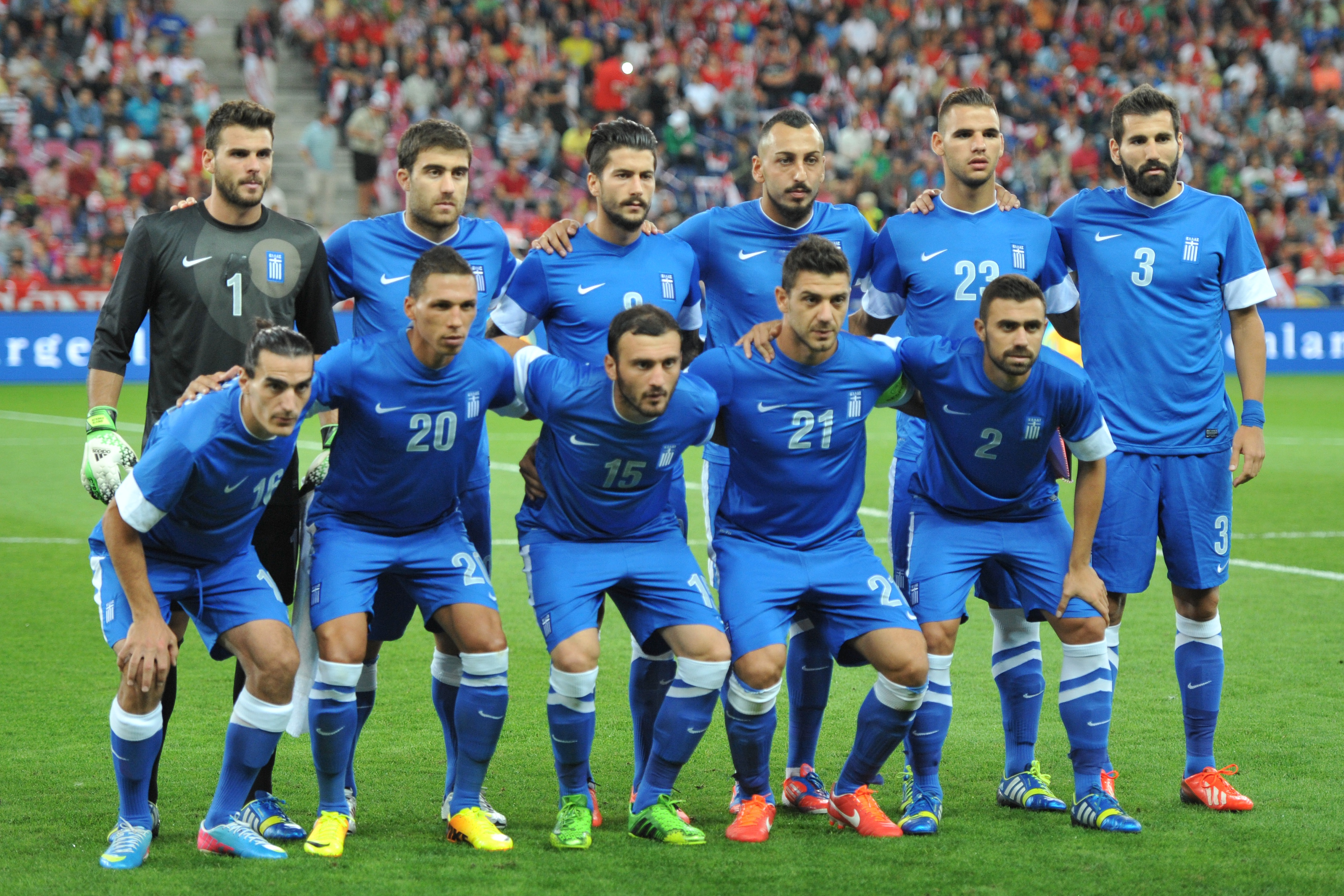
Griechische Startaufstellung beim Freundschaftsspiel gegen Österreich im August 2013

## Rekordspieler
(Stand: 11. Juni 2025)
| Rekordspieler | Rekordspieler          | Rekordspieler | Rekordspieler |
| Spiele        | Spieler                | Zeitraum      | Tore          |
| ------------- | ---------------------- | ------------- | ------------- |
| 139           | Giorgos Karagounis     | 1999–2014     | 10            |
| 120           | Theodoros Zagorakis    | 1994–2007     | 3             |
| 116           | Kostas Katsouranis     | 2003–2015     | 10            |
| 101           | Vasilios Torosidis     | 2007–2019     | 10            |
| 100           | Angelos Basinas        | 1999–2009     | 7             |
| 96            | Efstratios Apostolakis | 1986–1998     | 5             |
| 90            | Antonios Nikopolidis   | 1996–2008     | 0             |
| 90            | Sokratis               | 2008–2019     | 3             |
| 88            | Angelos Charisteas     | 2001–2011     | 25            |
| 82            | Dimitrios Salpingidis  | 2005–2014     | 13            |